# Joseph Arshad
Joseph Arshad (Lahore, 25 agosto 1964) è un arcivescovo cattolico pakistano, dall'8 dicembre 2017 arcivescovo-vescovo di Islamabad-Rawalpindi.

## Biografia
Joseph Arshad è nato a Lahore il 25 agosto 1964.

### Formazione e ministero sacerdotale
Ha frequentato le scuole primarie e secondarie a Lahore e poi ha iniziato la formazione per il sacerdozio presso il seminario minore "Santa Maria". Ha compiuto gli studi di teologia al seminario "Cristo Re" di Karachi.
Il 1º novembre 1991 è stato ordinato presbitero per l'arcidiocesi di Lahore. Dal 1991 al 1995 è stato vicario parrocchiale della parrocchia di San Giuseppe e incaricato della St. Peter's School di Gujranwala e ha studiato giornalismo all'Università del Punjab a Lahore. Nel 1995 è stato ammesso alla Pontificia accademia ecclesiastica a Roma, l'istituto che forma i diplomatici della Santa Sede. Nel 1999 ha conseguito il dottorato in diritto canonico alla Pontificia università urbaniana con una tesi intitolata "The responsibility of a diocesan bishop in defending the unity of the universal Church according to c. 392" che lo stesso anno è stata pubblicata dall'Urbaniana University Press. È stato il primo pakistano a fare parte del servizio diplomatico della Santa Sede. In seguito ha prestato servizio nelle nunziature apostoliche di Malta dal 1999 al 2002, Sri Lanka dal 2002 al 2004, Bangladesh dal 2004 al 2007, Madagascar dal 2007 al 2010 e come consigliere di nunziatura in Bosnia-Erzegovina dal 2010 al 2013.

### Ministero episcopale
Il 3 luglio 2013 papa Francesco lo ha nominato vescovo di Faisalabad. Ha ricevuto l'ordinazione episcopale il 1º novembre successivo nella cattedrale dei Santi Pietro e Paolo a Faisalabad dal cardinale Fernando Filoni, prefetto della Congregazione per l'evangelizzazione dei popoli, co-consacranti l'arcivescovo Edgar Peña Parra, nunzio apostolico in Pakistan, e l'arcivescovo metropolita di Karachi Joseph Coutts. Durante la stessa celebrazione ha preso possesso della diocesi.
Il 3 novembre ha celebrato la sua prima messa da vescovo nella chiesa di San Giuseppe a Lahore presso la cui scuola ha completato gli studi secondari.
Come capo della commissione per le comunicazioni sociali, ha partecipato alla 15ª Conferenza degli ascoltatori di Radio Veritas Asia tenutasi il 21 settembre 2015 nella Loyola Hall di Lahore. Ha invitato i partecipanti a costruire la pace, la tolleranza e la fratellanza nella società tramite la radio.
Il 12 novembre 2016 lo stesso papa Francesco lo ha nominato anche amministratore apostolico della diocesi di Islamabad-Rawalpindi, vacante dopo la morte del vescovo Anthony Rufin avvenuta il 17 ottobre.
Il 10 dicembre 2016 ha ricevuto il National Human Rights Award dal presidente pakistano Mamnoon Hussain per la difesa dei diritti umani.
Dal 10 novembre 2017 al novembre 2023 è stato presidente della Conferenza dei vescovi cattolici del Pakistan. In seno alla stessa è anche presidente della commissione nazionale per la giustizia e la pace.
L'8 dicembre 2017 papa Francesco lo ha nominato vescovo di Islamabad-Rawalpindi, assegnandogli il titolo personale di arcivescovo.
Nel marzo del 2018 ha compiuto la visita ad limina.
Nel luglio del 2019 monsignor Arshad ha inaugurato un corso preparatorio di sei mesi progettato per aiutare giovani uomini e donne a prepararsi per l'esame dei servizi superiori centrali, condotto ogni anno per reclutare personale per le migliori posizioni nel servizio pubblico.

## Opere
- The responsibility of a diocesan bishop in defending the unity of the universal Church according to c. 392, Urbaniana University Press, 1999.

## Genealogia episcopale
La genealogia episcopale è:
- Cardinale Scipione Rebiba
- Cardinale Giulio Antonio Santori
- Cardinale Girolamo Bernerio, O.P.
- Arcivescovo Galeazzo Sanvitale
- Cardinale Ludovico Ludovisi
- Cardinale Luigi Caetani
- Cardinale Ulderico Carpegna
- Cardinale Paluzzo Paluzzi Altieri degli Albertoni
- Papa Benedetto XIII
- Papa Benedetto XIV
- Papa Clemente XIII
- Cardinale Enrico Benedetto Stuart
- Papa Leone XII
- Cardinale Chiarissimo Falconieri Mellini
- Cardinale Camillo Di Pietro
- Cardinale Mieczysław Halka Ledóchowski
- Cardinale Jan Maurycy Paweł Puzyna de Kosielsko
- Arcivescovo Józef Bilczewski
- Arcivescovo Bolesław Twardowski
- Arcivescovo Eugeniusz Baziak
- Papa Giovanni Paolo II
- Cardinale Fernando Filoni
- Vescovo Joseph Arshad